# Amastus fuscoides
Amastus fuscoides là một loài bướm đêm thuộc phân họ Arctiinae, họ Erebidae.